# Wessel Keemink
Wessel Keemink (* 29. Mai 1993 in Schiedam) ist ein niederländischer Volleyballnationalspieler.

## Karriere
Keemink begann seine Karriere bei ARBO Rotterdam. 2014 wechselte er zu Inter Rijswijk. Zu Beginn seiner Karriere spielte er mit Sven Vismans auch Beachvolleyball. 2016 wurde der Zuspieler, der vorher schon bei den Junioren zum Einsatz gekommen war, erstmals in die A-Nationalmannschaft berufen. Im selben Jahr wechselte er zu Dynamo Apeldoorn. In der Saison 2017/18 spielte er beim belgischen Erstligisten Lindemans Aalst. Anschließend wurde Keemink vom italienischen Verein Azimut Modena verpflichtet. In der Saison 2019/20 gewann er mit OK Budva den montenegrinischen Pokal. Danach wechselte er zum tschechischen Verein ČEZ Karlovarsko. Mit den Tschechen wurde er 2021 und 2022 jeweils nationaler Meister. Bei der Europameisterschaft 2023 erreichte mit den Niederlanden den fünften Rang. 2024 wechselte er zunächst zu PAOK Thessaloniki und kam dort im Challenge Cup zum Einsatz. Im Dezember 2024 wurde Keemink nachträglich als Zuspieler vom deutschen Bundesligisten VfB Friedrichshafen verpflichtet.